# マンフレッド・ヴィンマー
マンフレッド・ヴィンマー（1944年 - 1995年, 英: Manfred Wimmer, 日本語だとマンフレッド・ウィマーと表記する文献もある）は、オーストリア出身の関西棋院所属棋士（二段）である。20世紀のヨーロッパを代表する囲碁棋士の一人であり、関西棋院史上初の欧米出身棋士である。

## 主な業績
- 1969年と1974年にヨーロッパ碁コングレスで優勝[2]
- 1978年に入段[1]
- アフリカ諸国での普及活動[1][3]
- ヴィンマー定石 (星の二間高バサミ・三々入りから生じる定石の一種) を考案[4]